# ATP Challenger Cuenca
Der ATP Challenger Cuenca (offiziell: Challenger ATP de Cuenca) war ein Tennisturnier, das zwischen 2005 und 2007 in Cuenca, Ecuador, stattfand. Es gehörte zur ATP Challenger Tour und wurde im Freien auf Sand gespielt.

## Liste der Sieger

### Einzel
| Jahr | Sieger           | Finalgegner       | Ergebnis       |
| ---- | ---------------- | ----------------- | -------------- |
| 2007 | Leonardo Mayer   | Thomaz Bellucci   | 6:3, 6:2       |
| 2006 | Carlos Salamanca | Giovanni Lapentti | 4:6, 7:68, 7:5 |
| 2005 | Zack Fleishman   | Boris Pašanski    | 6:3, 6:4       |

### Doppel
| Jahr | Sieger                         | Finalgegner                       | Ergebnis          |
| ---- | ------------------------------ | --------------------------------- | ----------------- |
| 2007 | Bruno Soares Márcio Torres     | Brian Dabul Eric Nunez            | 7:66, 3:6, [11:9] |
| 2006 | Frank Moser Alexander Satschko | Santiago Giraldo Carlos Salamanca | 3:6, 6:3, [10:6]  |
| 2005 | Goran Dragicevic Mirko Pehar   | Marcelo Melo Bruno Soares         | 6:3, 7:65         |